# Тарасово (Ковернинський район)
Тарасово (рос. Тарасово) — присілок в Ковернинському районі Нижньогородської області Російської Федерації.
Населення становить 293 особи. Входить до складу муніципального утворення Хохломська сільрада.

## Історія
Від 2009 року входить до складу муніципального утворення Хохломська сільрада.

## Населення
| 2002 | 2010 |
| ---- | ---- |
| 383  | ↘293 |